# Philogenia elisabeta
Philogenia elisabeta is een libellensoort uit de familie van de Megapodagrionidae (Vlakvleugeljuffers), onderorde juffers (Zygoptera).
De wetenschappelijke naam van de soort is voor het eerst geldig gepubliceerd in 1924 door Calvert.